# Franz Matscher
Franz Matscher (* 19. Jänner 1928 in Meran; † 18. Februar 2021 in Wien) war ein italienisch-österreichischer Rechtswissenschaftler. 1974/75 war er Rektor der Universität Salzburg und von 1977 bis 1998 Richter am Europäischen Gerichtshof für Menschenrechte.

## Leben
Matscher wuchs in Meran-Obermais unter dem italienischen Faschismus auf. Er besuchte dort die italienische Volksschule und nachmittags eine deutsche Katakombenschule. Anschließend ging er nach Bozen ans Franziskanergymnasium, ehe er mit seiner Familie 1943 im Rahmen der Option nach Graz auswanderte. Matscher studierte nach der Matura Rechtswissenschaften an der Universität Graz, wo er 1951 zum Dr. iur. promovierte. 1953 erwarb er einen weiteren Doktor der Rechtswissenschaften in Paris.
Von 1953 bis 1970 war er im Österreichischen Auswärtigen Dienst tätig, unter anderem in der Rechtsabteilung, der Politischen Abteilung der Zentrale, in den Botschaften in Paris, Madrid und Bonn und zuletzt als Generalkonsul in Mailand. 1955 war er an den Verhandlungen zum Österreichischen Staatsvertrag beteiligt, unter anderem übersetzte er für Leopold Figl ins Französische und war auch bei der Präsentation des Vertrages am Balkon des Schloss Belvedere anwesend.
1966 habilitierte er sich an der Universität Innsbruck mit einer Arbeit über nationale und internationale Gerichtsstandsvereinbarungen, ab 1969 war er Professor für Zivilgerichtliches Verfahren und Vorstand des Instituts für Zivilgerichtliches Verfahren und Prozessrechtsvergleichung an der Universität Salzburg, wo er 1971/72 als Dekan der Juridischen Fakultät und 1974/75 als Rektor fungierte. 1996 wurde er emeritiert. In seiner wissenschaftlichen Arbeit beschäftigte er sich unter anderem mit Menschenrechtsschutz, insbesondere der Europäischen Menschenrechtskonvention (EMRK) sowie dem nationalen und internationalen Zivilverfahrensrecht und der Schiedsgerichtsbarkeit.
Von 1977 bis 1998 war er Richter am Europäischen Gerichtshof für Menschenrechte, von 1987 bis 2003 leitete er als Direktor das Österreichische Institut für Menschenrechte. Von 2001 bis 2006 fungierte er als Rechtsschutzbeauftragter im Bundesministerium für Inneres. 2008 war er Mitbegründer des Europäischen Journals für Minderheitenfragen.
Er war Mitglied der katholischen Studentenverbindungen KÖHV Carolina Graz (seit 1947) und KÖHV Rheno-Juvavia Salzburg (seit 1975). 
Matscher starb im Februar 2021 im Alter von 93 Jahren. Er wurde am Heiligenstädter Friedhof bestattet.

## Auszeichnungen (Auswahl)
- 1991: Wirkliches Mitglied der Österreichischen Akademie der Wissenschaften[9]
- 1996: Großes Goldenes Ehrenzeichen für Verdienste um die Republik Österreich[10]
- 1998: Ehrendoktorat der Universität Innsbruck[11]
- 2003: Tiroler Landespreis für Wissenschaft
- 2007: Felix-Ermacora-Menschenrechtspreis[12]
- 2010: Großer Verdienstorden des Landes Südtirol
- 2011: Ehrendoktorat der Universität Zürich[1]
- Österreichisches Ehrenkreuz für Wissenschaft und Kunst I. Klasse[9]
- Ehrenzeichen der Länder Salzburg und Tirol[9]

## Publikationen (Auswahl)
- 1967: Zuständigkeitsvereinbarungen im österreichischen und im internationalen Zivilprozeßrecht, Springer, Wien 1967
- 1999: Der Schutz der Menschenrechte in Europa, Bachem-Verlag, Köln 1999, ISBN 978-3-7616-1536-2
- 2012: Völkerrecht und die Dynamik der Menschenrechte, gemeinsam mit Gerhard Hafner, Kirsten Schmalenbach und Wolfram Karl, Facultas.wuv, Wien 2012, ISBN 978-3-7089-0912-7

## Film
- zeit.geschichte: Wie wir wurden. Was wir sind: 1945–1960, Regie: Wolfgang Winkler, Gerhard Jelinek, Birgit Mosser-Schuöcker, ORF III, 54 Minuten[13]